# Bataille de Kherlen
La bataille de Kherlen est une bataille entre les Mongols de la dynastie Yuan du Nord et les Chinois de la dynastie Ming, qui a eu lieu sur les rives de la rivière Kerülen, sur le plateau mongol, le 23 septembre 1409.

## Situation avant la bataille
En 1403, Örüg Temür Khan, le Khagan de la dynastie Yuan du Nord, est renversé et remplacé par Bunyashiri, le frère de Gün Temür Khan, le Khagan qui régnait avant Örüg. Une fois couronné, Bunyashiri reçoit le titre d'Oldjaï Témür. Membre du clan Bordjigin, le nouveau Khagan est un descendant direct de Gengis Khan, qui veut en finir avec la politique de soumission aux Ming suivie par son prédécesseur. Aussi, lorsqu'en 1409, Yongle, l'empereur régnant de la dynastie Ming, envoie un représentant auprès du nouveau Khagan pour le féliciter et exiger sa soumission, Oldjaï Témür fait arrêter ce représentant pour exprimer son refus ferme et définitif de devenir un vassal des Ming. La même année, Arouktaï, un chef de la tribu des Asod de Mongolie (Alains ou Ossètes), fait décapiter un autre envoyé de l'empereur Yongle et déclare son allégeance au Khagan.
À la même époque, les Mongols de la dynastie Yuan du Nord sont en conflit ouvert avec les Oïrats, un groupe de tribus mongoles qui refuse de se reconnaître vassaux des Yuan du Nord. Toujours en 1409, la cour impériale Ming décerne aux dirigeants des Oirats le titre de wang (王 ; roi ou prince vassal), exacerbant ainsi le conflit entre ces derniers et les Yuan. Oldjaï Témür réagit en attaquant les Quatre oïrats, mais ne parvient pas à soumettre ses sujets têtus, qui le repoussent vers la rivière Kerulen.

## Déroulement des combats
Ce repli offre à l'empereur Yongle une occasion pour lancer une expédition punitive. Selon les chroniques Ming, il envoie une force de 1 000 cavaliers contre les Mongols des Yuan du Nord, mais l'Histoire des Ming, un écrit beaucoup plus tardif, donne un chiffre irréaliste et exagéré de 100 000 hommes. Attirée au plus profond des steppes de Mongolie par les Yuan du Nord, l'armée Ming est mise en déroute et subit une défaite cinglante. Qiu Fu, ainsi que plusieurs autres commandants, est tué par Arouktaï à l'ouest d'Onohu.

## Conséquences
Au lendemain de cette bataille, l'empereur Yongle dirige personnellement une expédition punitive contre les Mongols des Yuan du nord, annihilant une grande partie de leurs troupes.